# Medal „Za umacnianie braterstwa broni”
Medal „Za umacnianie braterstwa broni” (ros. Медаль «За укрепление боевого содружества») – radziecki medal wojskowy.
Medal został ustanowiony dekretem Rady Najwyższej ZSRR z 25 maja 1979 roku dla nagrodzenia osób zasłużonych w umacnianiu współpracy wojskowej między ZSRR a innymi państwami.

## Zasady nadawania
Zgodnie z dekretem z dnia 25 maja 1979 roku uprawnionymi do otrzymania medalu byli wojskowi, pracownicy organów bezpieczeństwa państwowego, ministerstwa spraw wewnętrznych oraz obywatele państw należących do Układu Warszawskiego i innych państw socjalistycznych oraz współpracujących z ZSRR zasłużonych w umacnianiu współpracy wojskowej między państwami.
Łącznie nadano ok. 20 tys. medali.

## Opis odznaki
Odznakę stanowi okrągły krążek wykonany z tombaku o średnicy 32 mm. 
Na awersie w centrum znajduje się pięcioramienna gwiazda, pokryta czerwoną emalią, na gwiazdę nałożona jest tarcza koloru złotego z napisem ЗА УКРЕПЛЕНИЕ БОЕВОГО СОДРУЖЕСТВА oraz CCCP (pol. „Za umacnianie współpracy wojskowej” i „ZSRR”). Wzdłuż obwodu wieńce laurowe, w dole dwa skrzyżowane miecze.
Rewers jest gładki.
Medal zawieszony był na pięciokątnej blaszce obciągniętej wstążką o szer. 24 mm w barwach stanowiących kombinację barw flag państw Układu Warszawskiego. Kolejno od lewej paski koloru: zielonego, biały, czerwony, żółty, czarny, żółty, czerwony, biały i niebieski. Szerokość pasków: zielony i niebieski – 4 mm, biały, żółty i czarny – 1 mm, czerwony – 5,5 mm.